# Maurizio Ferraris
Maurizio Ferraris (Torí, 1956) és un filòsof italià. És conegut per ser el creador del corrent filosòfic contemporani «nou realisme»

## Trajectòria
Ferraris és catedràtic de Filosofia teòrica a la Universitat de Torí, on també és professor i vicerector de recerca científica. Des del 2016 és el president del Laboratori d’Ontologia de la mateixa universitat (LabOnt), que va dirigir del 1999 al 2015. Dirigeix la prestigiosa revista filosòfica Rivista di Estetica i forma part del consell de diverses publicacions acadèmiques. Ha escrit més de cinquanta llibres, entre els quals destaquen Manifiesto del nuevo realismo (Biblioteca Nueva, 2013; publicat en italià el 2012), La imbecilidad es una cosa seria (Alianza Editorial, 2018; publicat en italià el 2016), Posverdad y otros enigmas (Alianza Editorial, 2019: publicat en italià el 2018) i Documanidad: Filosofía del mundo nuevo (Alianza Editorial, 2023; publicat en italià el 2021). La seva obra està influïda pel pensament postestructuralista.

## Obra publicada
- 1981 Differenze. La filosofia francese dopo lo strutturalismo, Milano: Multhipla, pp. 228, seconda edizione, 2007 Milano: Edizioni Albo Versorio, pp. 158
- 1983 Tracce. Nichilismo moderno postmoderno, Milano: Multhipla, pp. 174; seconda edizione, Milano: Mimesis, 2006, pp. 173
- 1984 La svolta testuale. Il decostruzionismo in Derrida, Lyotard, gli “Yale Critics”, Pavia: Cluep, pp. 145; seconda edizione, 1986 Milano: Unicopli
  - (es) parziale in M. Asensi (a cura di),Teoría literaria y deconstrucción, Madrid: Arco / Libros, 1990
- 1986 Aspetti dell'ermeneutica del Novecento, in Il pensiero ermeneutico. Testi e materiali, Genova: Marietti, pp. 209-277
- 1987 Ermeneutica di Proust, Milano: Guerini e associati, pp. 124
- 1988 Storia dell'ermeneutica, Milano: Bompiani, nona edizione 2008, pp. 528
  - (en) History of Hermeneutics, New Jersey: Humanities Press, 1996
  - (es) Historia de la Hermenéutica, Madrid: Akal, 2001
  - (es) Historia de la Hermenéutica, Città del Messico: Siglo, pp. XXI, 2002
- 1989 Nietzsche e la filosofia del Novecento, Milano: Bompiani; seconda edizione 1999, pp. 170
- 1990 Cronistoria di una svolta, in Martin Heidegger, La svolta, Genova: il Melangolo (traduzione e conclusione, pp. 35–115)
- 1990 Postille a Derrida, Torino: Rosenberg & Sellier, pp. 308
- 1991 La filosofia e lo spirito vivente, Roma-Bari: Laterza, pp. 280
- 1992 Mimica. Lutto e autobiografia da Agostino a Heidegger, Milano: Bompiani, pp. 150
  - (es) Luto y Autobiografía, Città del Messico: Taurus, 2000
- 1992 Storia della volontà di potenza, in Friedrich Nietzsche, La volontà di potenza, Milano: Bompiani, pp. 563–688
- 1994 Analogon rationis, Milano: Pratica filosofica, pp. 150
- 1995 Interpretazione ed emancipazione. Studi in onore di Gianni Vattimo (con altri), Milano: Raffaello Cortina, pp. 446
- 1996 L'immaginazione, Bologna: il Mulino, pp. 157
  - (es) La Imaginación, tr. di F. Campillo Garcia, Madrid: Visor, 1998
  - (tr) İmgelem, tr. di Firat Genç, Ankara: Dost, 2008, pp. 143
- 1996 Estetica, (con altri autori), Torino: Utet, pp. 114
- 1997 Il gusto del segreto, con Jacques Derrida, Roma-Bari: Laterza, pp. 181
  - (en) A Taste for the Secret, Londra: Blackwell, 2001
  - (pt) O Gosto do Segredo, Lisbona: Fim de Século, 2006
  - (es) El gusto del secreto, Buenos Aires-Madrid: Amorrortu editores, 2009, pp. 256
  - (fr) Le goûte du secret, Paris: Hermann, 2017
- 1997 Estetica razionale, Milano: Raffaello Cortina, pp. 648
- 1998 Honoris causa a Derrida, Torino: Rosenberg & Sellier, pp. 106
- 1998 L'ermeneutica, Roma-Bari: Laterza, pp. 130, seconda edizione 2003
  - (es) La hermenéutica, Città del Messico: Taurus Mexicana, 2000, pp. 187
  - (es) La Hermenéutica, tr. di by Lázaro Sanz, Madrid: Ediciones Cristiandad, 2004, pp. 182
- 1999 Nietzsche, (con altri autori),Roma-Bari: Laterza, pp. 422, seconda edizione 2004
- 2000 Nietzsche y el nihilismo, Madrid: Akal, pp. 87
- 2001 Una Ikea di università, Milano: Raffaello Cortina, pp. 117
- 2001 Experimentelle Ästhetik, Vienna: Turia und Kant, pp. 170
- 2001 Il mondo esterno, Milano: Bompiani, pp. 210
- 2001 L'altra estetica, (con altri autori), Torino: Einaudi, pp. 351
- 2003 Introduzione a Derrida, Roma-Bari: Laterza, pp. 161, seconda edizione 2004
  - (es) Introducción a Derrida, Buenos Aires-Madrid: Amorrortu editores, 2006, pp. 186
- 2003 Ontologia, Napoli: Guida, pp. 168
- 2004 Goodbye Kant!, Milano: Bompiani, pp. 154, quinta edizione 2006
  - (es) Goodbye, Kant! Qué queda hoy de la «Critica de la razón pura», Madrid: Losada, 2007, pp. 205
  - (fr) Goodbye, Kant! Ce qu'il reste aujourd'hui de la «Critique de la raison pure», tr. di Jean-Pierre Cometti, con una pref. di Pascal Engel, Parigi: Editions de l'éclat, 2009, pp. 176
  - (sr) Goodbye Kant! Šta ostaje danas od Kritike čistog uma, tr. di Ivo Kara-Pešić, Belgrado: Paideia, 2010
  - (en) Goodbye, Kant!, New York: Suny, 2013, pp. 146
- 2005 Dove sei? Ontologia del telefonino, Milano: Bompiani, pp. 294, seconda edizione 2006, terza edizione 2010 con prefaz. di Umberto Eco
  - (fr) T'es où? Ontologie du téléphone mobile, tr. di Pierre-Emmanuel Dauzat, Parigi: Albin Michel, 2006, pp. 312
  - nuova edizione in Letture di filosofia, introduzione di Umberto Eco, Milano: Il Sole 24 ore, 2007, pp. 350
  - (es) ¿Dónde estás? Ontología del teléfono móvil, tr. di Carmen Revilla Guzmán, Barcelona: Marbot, 2008, pp. 320
  - (ro) Alo? Unde eşti? Mic tratat despre telefonul mobil, tr. di Teodora Pavel, Bucarest: RAO, 2008, pp. 336
  - (hu) Hol vagy? A mobiltelefon ontológiája, tr. di Judit Gál, Budapest: Európa, 2008, pp. 448
  - (en) Where are you? An Ontology of the Cell Phone, New York: Fordham UP, pp. 248
  - (sr) Gde si? Ontologija mobilnog telefona, tr. di Ivo Kara-Pešić, Belgrado: Fedon, 2011 pp. 448
- 2006 Babbo Natale, Gesù adulto. In cosa crede chi crede?, Milano: Bompiani, pp. 151
- 2006 Jackie Derrida. Ritratto a memoria, Torino: Bollati Boringhieri, pp. 120
  - (es) Jackie Derrida. Retrato de memoria, Bogotá: Siglo del Hombre, 2007, pp. 91
- 2007 Sans papier. Ontologia dell'attualità, Castelvecchi: Roma, pp. 233
- 2007 La fidanzata automatica, Milano: Bompiani, pp. 204
- 2008 Il tunnel delle multe. Ontologia degli oggetti quotidiani, Torino: Einaudi, pp. 284
- 2008 Storia dell'ontologia (con altri), Milano: Bompiani, pp. 826
- 2009 Una Ikea di università. Alla prova dei fatti, nuova edizione, Milano: Raffaello Cortina, pp. 161
- 2009 Piangere e ridere davvero. Feuilleton, Genova: Il melangolo, pp. 100
- 2009 Documentalità. Perché è necessario lasciar tracce, Roma-Bari: Laterza, pp. XV-429, seconda edizione 2010
  - (en) Documentality: Why It Is Necessary to Leave Traces, Oxford USA: Oxford University Press, 2012
- 2010 Ricostruire la decostruzione. Cinque saggi a partire da Jacques Derrida, Milano: Bompiani, pp. 120
- 2011 Filosofia per dame, Parma: Guanda, pp. 202
- 2011 Anima e iPad, Parma: Guanda, pp. 185, seconda edizione 2011
  - (fr) Âme et iPad, Montréal: coll. Parcours Numériques, Les Presses de l'Université de Montréal, 2014, pp. 216 (anche in open access[2])
  - (de) Die Seele - ein i-Pad?, Basel: Schwabe, 2014, pp. 194
- 2012 Manifesto del nuovo realismo, Roma-Bari: Laterza, pp. 113
  - (ch) Manifiesto del Nuevo Realismo por Maurizio Ferraris, Ariadna, 2012, pp. 134
  - (es) Manifiesto del Nuevo Realismo, Madrid: Actas, 2013, pp. 134
  - (fr) Manifeste du nouveau réalisme, Paris: Hermann, 2014, pp. 122
  - (en) Manifesto of New Realism, New York: Suny, 2014, pp. 124
  - (de) Manifest des neuen Realismus, Frankfurt/M: Klosterman, 2014, pp. 90
  - (se) Manifest for en nyrealism, Stockholm: Daidalos, 2014, pp. 146
- 2012 Bentornata Realtà. Il nuovo realismo in discussione (a cura di), con Mario De Caro, Torino: Einaudi, pp. XI 230
- 2012 Lasciar tracce: documentalità e architettura, a cura di F. Visconti e R. Capozzi, Milano: Mimesis, pp. 96
- 2013 Filosofia Globalizzata, con Leonardo Caffo, Milano: Mimesis, pp. 104
- 2013 From Fictionalism to Realism (a cura di), con C. Barbero, A. Voltolini, Newcastle: Cambridge Scholars Publishing, pp. 160
- 2013 Realismo Positivo, Torino: Rosenberg & Sellier, pp. 120
  - (en) Positive Realism, London: Zer0 Books, 2015
- 2014 Spettri di Nietzsche, Guanda: Parma, pp. 272
  - (de) Nietzsches Gespenster, Frankfurt/M: Klosterman, 2016, pp. 252
- 2014 Introduction to New Realism, London: Bloomsbury, pp. 168
  - (es) Introducción al Nuevo Realismo, Neuquén, Argentina: Circulo Hermenéutico, 2014, pp. 117
- 2015 Mobilitazione Totale, Roma-Bari: Laterza, pp. 120
  - (fr) Mobilitation totale. L'appelle du portable, Paris: Presses Universitaire de France, 2016, pp.152
  - (es) Movilización total, Barcelona: Herder, 2017, pp. 152
- 2016 I modi dell'amicizia, con Achille Varzi, Napoli-Salerno: Orthothes, pp. 60
- 2016 Emergenza, Torino: Einaudi, pp. 128
- 2016 L'imbecillità è una cosa seria, Bologna: il Mulino, pp. 132
- 2017 Filosofia teoretica, con Enrico Terrone, Bologna: il Mulino, pp. 333
- 2017 Postverità e altri enigmi, Bologna: il Mulino, pp. 181
- 2018 Il denaro e i suoi inganni, con John R. Searle, Torino: Einaudi, pp. 136
- 2018 Intorno agli unicorni. Supercazzole, ornitorinchi, ircocervi, Bologna: il Mulino, pp. 144
- 2018 Il capitale documediale. Prolegomeni, in Scienza Nuova. Ontologia della trasformazione digitale, Torino: Rosenberg&Sellier, pp. 11-120
- 2019 From Fountain to Moleskine, Brill Research Perspectives in Art and Law, 2/4, pp. 87
- 2019 Cinema and Ontology, with E. Terrone, Milano-Udine: Mimesis, pp. 200
- 2020, Umetnička dela kao osobe, with Migel Tamen, Miloš Ćipranić (prir.), Akademska knjiga – Institut za filozofiju i društvenu teoriju, Novi Sad – Beograd, 2020, str. 1–135. ISBN 978-86-80484-58-7 [Works of Art as Persons, Miloš Ćipranić (ed.), Akademska knjiga – Institut za filozofiju i društvenu teoriju, Novi Sad – Belgrade, 2020, pp. 1–135]
- 2021, Documanità. Filosofia del mondo nuovo, Roma-Bari: Laterza, pp. 418
  - (en) Doc-Humanity, Mohr Siebeck, pp. XXII, 343

- 2021, Unsere tolle Gegenwart, Notizen und Provokationen, Wien/Berlin: Turia + Kant, Federica Romanini and René Scheu (eds.), translated by Federica Romanini, with a foreword by René Scheu, pp. 209
- 2021, Controversia sull’essere. Un carteggio filosofico su scienza, etica, politica, religione, nella prospettiva della Documanità e del Materialismo esistenziale, con Paolo Flores d’Arcais, Torino: Rosenberg & Sellier
- 2021, Post-coronial Studies, Torino: Einaudi, pp. 136
- 2022, Agostino. Fare la verità, Bologna: il Mulino, pp. 200